# Geja
Geja ili Gaja (grč. Γῆ, Γαῖα = "Zemlja") u grčkoj mitologiji primordijalna je majka Urana, Giganata i Titana. Prema Heziodovoj Teogoniji, poslije Kaosa, ona je sama od sebe postala. U ostalim mitologijama također je začetnica svakog života na Zemlji.

## Grčka mitologija
Heziodova Teogonija (Postanak bogova) govori da je nakon Kaosa nastala širokogrudna Geja, vječni temelj olimpskih bogova. Ona je "bez slatkog saveza ljubavi" rodila Urana, zvjezdano nebo, koji joj je bio jednak, da pokriva nju, brda i jalovu dubinu Mora, Ponta. Zatim je, prema Heziodu, legla s Uranom i rodila Okeana, Keja i Krija te Titane Hiperiona i Japeta, Teju i Reju, Temidu i Mnemozinu, te Febu od zlatne krune i dražesnu Tetiju. "Nakon njih rodio se Kron lukavi, najmlađi i najstrašniji od njene djece, i mrzio je svoga krepkog oca."
Heziod spominje daljnje potomstvo koje je Geja začela s Uranom, a prvi su bili divovski jednooki Kiklopi, graditelji zidova, kojima su poslije doznačena imena: Bront ("gromovnik"), Sterop ("munja") i Arg ("sjajni"): "Snaga, moć i umijeće bili su u njihovim djelima." Onda dalje dodaje tri strašna storuka sina Zemlje i Neba, Hekatonhire: Kota, Briareja i Giga, svaki s po pedeset glava.
Uran je sakrio Hekatonhire i Kiklope u Tartar tako da ne ugledaju svjetlo, uživajući u svojem zlom činu. To je uzrokovalo bol za Geju (Tartar je bio njezina utroba), pa je stvorila siv kremen (ili adamant), oblikovala veliki kremeni srp, te okupila zajedno Krona i njegovu braću da ih upita jesu li joj pokorni. Samo Kron, najmlađi, bio je smion uzeti kremeni srp koji je napravila te je kastrirao svog oca dok je pristupio Geji da opći s njom. Od kapljica krvi i sjemena Geja je rodila još više potomstva, snažne Erinije i naoružane Gigante, te jasenove nimfe nazvane Melije. Od Uranovih testisa u moru izašla je Afrodita. Zbog toga, grčki etimolog ističe, Uran je nazvao svoje sinove "Titani", što znači "silnici" jer su se usilili i drsko učinili strašno zlodjelo zbog kojega će osveta doći poslije. Budući da je Urana svrgnuo njegov sin Kron, Kronu je dosuđena ista sudbina, da ga zbaci Zeus, sin kojeg mu je rodila njegova sestra-žena Reja. U međuvremenu su Titani pustili Kiklope iz Tartara, pa je Kron nagrađen kraljevanjem među njima. Započelo je zlatno doba.
Nakon Uranove kastracije Geja je zajedno s Tartarom dobila Ehidnu i Tifona. S Pontom je Geja imala morska božanstva Nereja, Taumanta, Forkiju, Keto i Euribiju.
Zeus je Elaru, jednu od svojih ljubavnica, sakrio od Here tako da ju je odnio pod zemlju. Zeusov sin s Elarom bio je Gigant Titije za kojega se ponekad kaže da je sin Geje, zemaljske boginje, i Elare.
Gea je također učinila Aristeja besmrtnim.
Vjeruje se da je Geja, prema nekim izvorima, izvorno božanstvo iza proročišta u Delfima. Ona je proslijedila svoje moći, ovisno o izvoru, na Posejdona, Apolona ili Temidu. Apolon je najpoznatiji po svojoj proročkoj moći u Delfima, koji postoje od Homerova vremena, a nastali su tako da je Apolon ondje ubio Gejino dijete Pitona i uzurpirao ktonsku moć. Hera je stoga kaznila Apolona, poslavši ga kralju Admetu da bude pastir na devet godina.

### Obiteljsko stablo
- Partenogeneza
  - Uran
  - Pont
- s Elarom
  - Titije
- s Okeanom
  - Kreusa
  - Sperhej
- s Pontom
  - Keto
  - Euribija
  - Forkija
  - Nerej
  - Taumant
- s Posejdonom
  - Antej
  - Haribda
- s Tartarom
  - Ehidna
  - Tifon
- s Uranom
  - Kiklopi
    - Arg
    - Bront
    - Sterop

  - Hekatonhiri
    - Briarej
    - Kot
    - Gig

  - Titani
    - Kej
    - Krij
    - Kron
    - Hiperion
    - Japet
    - Mnemozina
    - Okean
    - Feba
    - Reja
    - Tetija
    - Teja
    - Temida
- s Hefestom
  - Erihtonije Atenski
- Nepoznat otac
  - Mima
  - Fema
  - Piton

## Neopaganizam
Mnogi moderni neopagani, posebno helenističke neopaganske sekte u Sjedinjenim Državama, aktivno štuju Geju. Vjerovanja koja se odnose na Geju razlikuju se međusobno od uobičajenog wiccanskog vjerovanja da je Geja Zemlja (ili u nekim slučajevima duhovno utjelovljenje zemlje ili Boginja Zemlja) do šireg neopaganskog uvjerenja da je Geja boginja svega stvaranja, Majka Boginja iz koje svi ostali bogovi proizlaze. Za Geju se katkad misli da utjelovljuje planete i Zemlju, a katkad i čitav svemir. Štovanje Geje razlikuje se, protežući se od klanjanja do druidskog rituala.
Za razliku od Zeusa, lutalačkog nomadskog boga otvorenog neba, Geja se manifestirala u zatvorenim prostorima: kući, dvorištu, utrobi, pećini. Njoj su posvećene životinje zmija, bik, svinja i pčele. U njezinoj se ruci narkotičan mak može preobraziti u mogranj.
Neki koji štuju Geju pokušavaju doći bliže Majci Zemlji tako da postanu ravnodušni prema materijalnim stvarima, a više budu "u suglasnosti s prirodom". Drugi koji štuju Geju prepoznaju je kao veliku božicu i prakticiraju rituale uobičajeno povezane s drugim oblicima štovanja. Mnoge sekte štuju Geju, čak više od štovanja Temide, Artemide i Here. Neki uobičajeni oblici štovanja mogu uključivati klanjanje, pokušavajući doseći veću povezanost sa zemljom, šamanističke običaje, ubiranje desetine, veličanje i moljenje, stvaranje inspiriranih umjetničkih djela posvećenih boginji, paljenje ulja i tamjana, uzgajanje biljaka i vrtova, stvaranje i održavanje posvećenih gajeva te spaljivanje kruha ili prolijevanje pića kao žrtvenih darova. Ostali oblici štovanja mogu doista biti zajednički, jer štovanje Geje vrlo je rašireno i može poprimiti mnoge oblike.

## Interpretacije
Neki izvori, poput autorica Marije Gimbutas i Barbare Walker, tvrde da je Geja kao Majka Zemlja kasniji oblik predindoeuropske Velike Majke koja je bila štovana u neolitičkim vremenima, ali to je stajalište sporno unutar akademske zajednice. Uvjerenje u odgajanje Majke Zemlje obilježje je modernog neopaganskog štovanja "Boginje", što su tipično povezali praktičari te religije s neolitičkom teorijom boginje.
Heziodovo odvajanje Reje od Geje nije učinjeno strogim slijedom, čak ni od samih grčkih mitografa. Moderni mitografi poput Károlya Kerényija ili Carla A. P. Rucka i Dannyja Staplesa, kao i ranija generacija pod utjecajem Frazerova The Golden Bough (Zlatna grana), interpretiraju boginje Demetru "majkom", Perzefonu "kćeri", a Hekatu "staricom", kako su shvaćali i sami Grci, kao tri aspekta nekadašnje Velike Božice, koja bi se mogla identificirati kao Reja ili kao sama Geja. U Anatoliji (moderna Turska), Reja je poznata kao Kibela. Grci nikad nisu zaboravili da je antički dom Planinske Majke Kreta, gdje se figura ponešto poistovjećena s Gejom štovala kao Potnia Theron ("Gospodarica životinja") ili jednostavno Potnia ("Gospodarica"). Ta se titula mogla pripisati u kasnijim grčkim tekstovima Demetri, Artemidi ili Ateni.
U Rimu se uvezena boginja Kibela štovala kao Magna Mater, tj. "Velika Majka", a identificirana je s rimskom Cererom, boginjom zemljoradnje koja je bila približno odgovarala grčkoj Demetri, ali s različitim aspektima i štovanjem s različitim kultom.

## Ostale kulture
Ideja da je plodna zemlja žena koja odgaja čovječanstvo nije ograničena na Sredozemlje.
U nordijskoj mitologiji Velika Majka, majka samog Thora, bila je poznata kao Jord, Hlódyn, ili Fjörgyn. U litavskoj mitologiji Geja - Žemė - kći je Sunca i Mjeseca. Ona je također Dangusova (Varunova) žena.
U tihooceanskim kulturama Zemlja je poznata pod jednako mnogo imena i s jednako mnogo atributa kao i kulture koje su je obožavale, primjerice Maori, čiji je mit stvaranja uključivao Papatuanuku, partnericu Ranginuija - Oca Neba.
U Južnoj Americi još se u Andama održao kult Pachamama (u područjima Bolivije, Perua, Ekvadora, Argentine i Čilea). Ime dolazi od Pacha (kečuanski "promjena", "epoha") i Mama ("majka"). Staromeksičke kulture odnose se prema Majci Zemlji kao Tonantzin Tlalli',' što znači "Obožavana Majka Zemlja".
U indijskim religijama Majka svega stvaranja naziva se Gayatri, a iznenađujuće je bliska Geji.

## Moderna ekološka teorija
Mitološko ime ponovo je 1969. oživio James Lovelock u svojoj hipotezi Geje, koju je poslije razvio Lynn Margulis u teoriju Geje. Hipoteza predlaže da su živi organizmi i neorganski materijal dio dinamičkog sustava koji oblikuje Zemljinu biosferu. Zemlju se promatra kao organizam sa samoregulirajućim funkcijama.

## Vanjske poveznice
- Geja u klasičnoj literaturi i umjetnosti (engl.)
- Geja u grčkoj mitologiji (engl.)